# Смейл, Холли
Холли Смейл (англ. Holly Smale; р. 1981) — британская писательница. Написала серию романов «Девушка-гик».

## Биография
Холли Смейл родилась 7 декабря 1981 года в Англии, Великобритания. С раннего возраста Смейл любила читать и писать. Она сказала, что издевательства со стороны детей, которым она подвергалась в детстве, повлияли на её выбор тем, о которых она решила написать.
В 15 лет Смейл была нанята Лондонским модельным агентством и она начала работать подиумной моделью. Она занималась этим два года и говорила в интервью, что ей это не нравилось.
Смейл училась в Бристольском университете, где получила степени бакалавра гуманитарных наук по английской литературе и магистра гуманитарных наук со специализацией в изучении Шекспира. Она занимала различные должности, в том числе работала преподавателем английского языка в Японии, и много путешествовала.
В 2013 году Смейл опубликовала первую книгу серии «Девушка-гик» (англ. Geek Girl). Роман с юмором повествует о жизни Гарриет Мэннерс, пятнадцатилетней девушке-гике, которая пробует работать моделью. Книга получила положительные отзывы и была первой в списке лучших дебютных романов для подростков 2013 года в Великобритании. Также книга получила книжную премию «Waterstones» по детской литературе в категории книг для подростков и несколько других наград.
В 2015 году Смейл написала спин-офф «Гик на сцене» (англ. Geek Drama), действие которого происходит между книгами «Мисс Неловкость» (англ. Model Misfit) и «Гениальна и прекрасна» (англ. Picture Perfect). В этом же году вышла дополнительная рождественская книга «Моё рождественское свидание» (англ. All Wrapped Up), которая хронологически находится между первой и второй книгой серии. В 2016 году вышла ещё одна книга, не входящая в основную серию, — «На светлой стороне» (англ. Sunny Side Up), действие которой происходит между событиями романов «Весь этот блеск» (англ. All That Glitters) и «Вверх тормашками» (англ. Head Over Heels).
В 2021 году Смейл был поставлен диагноз аутизм.